# Kalapatti
Kalapatti es una ciudad y nagar Panchayat situada en el distrito de Coimbatore en el estado de Tamil Nadu (India). Su población es de 39586 habitantes (2011). Se encuentra a 13 km de Coimbatore.

## Demografía
Según el censo de 2011 la población de Kalapatti era de 39586 habitantes, de los cuales 19936 eran hombres y 19650 eran mujeres. Kalapatti tiene una tasa media de alfabetización del 89,79%, superior a la media estatal del 80,09%: la alfabetización masculina es del 93,82%, y la alfabetización femenina del 85,69%.